# Мечеть Абу-ль-Аббаса аль-Мурсі
Мечеть Абу-ль-Аббаса аль-Мурсі (араб. جامع أبو العباس المرسي — відома мечеть в Александрії, Єгипет, присвячена александрійському святому суфію Абуль-Аббасу аль-Мурсі. Розташована в олександрійському районі Анфуші.

## Історія
Побудована в 1307 мусульманським проповідником над могилою суфійського шейха Абуль-Аббаса аль-Мурсі, недалеко від форту Кайт Бей. Спочатку це була невелика будівля з одним мінаретом, а могила була під куполом. Дуже швидко мечеть набула популярності серед мусульман, що здійснювали хадж, подорожують з країн північної Африки до Мекки через Олександрію.